# Scipione de Tolfa
Scipione de Tolfa (* um 1545; † 1595) war ein italienischer römisch-katholischer Geistlicher.

## Leben
Der vom spanischen König nominierte, noch nicht dreißigjährige neapolitanische Priester wurde am 10. Dezember 1576 zum Erzbischof von Trani ernannt. Die Hälfte der an das Kardinalskollegium zu entrichtenden Servitien wurde ihm für sechs Monate gestundet. Die Verleihung des Palliums erfolgte am 25. Februar 1577. Am 20. Dezember 1593 wurde Scipione zum Erzbischof von Acerenza und Matera ernannt und erhielt am 7. Januar 1594 erneut das Pallium. In diesem Amt verstarb er im Jahre 1595, sein Nachfolger Giovanni Myra wurde im März 1596 ernannt.